# Manifiesto de Lunghezza
El manifiesto de Lunghezza es un documento con fecha del 10 de mayo de 1297, con el cual los adversarios del papa Bonifacio VIII, a la cabeza de los cardenales Jacobo y Pietro Colonna, pertenecientes a la gran familia romana de los Colonna, apoyados por Jacopone da Todi y de algunos franciscanos espirituales, declararon inválida la abdicación de su predecesor, Celestino V, y por tanto inválida la elección de Bonifacio.

## Contexto histórico
Benedicto Gaetani, futuro Bonifacio VIII, ya de cardenal, se había empeñado por extender las propiedades de su familia. Elegido pontífice comenzó a distribuir favores entre ellos sin medida alguna. Razón por la cual, la familia Colonna se sintió en desventaja y se lanzaron a la ofensiva aliándose con los enemigos del papa, los gibelinos y los aragoneses.
La crisis se encrudeció cuando Esteban Colonna, hermano del cardenal Pedro, se adueñó de una caravana de ochenta mulas que transportaban los tesoros del papa. Bonifacio culpó a los cardenales de esa familia, obligándoles a disculparse en su presencia. Aunque el tesoro papal fue recuperado el pontífice prosiguió con las acusacionesen contra de Jacobo y Pietro.
El 10 de mayo de 1297, los dos cardenales Jacobo y Pedro Colonna, reunidos en el castillo de Lunghezza (Roma) con cinco clérigos, capellanes de la familia, y con tres franciscanos espirituales, entre ellos Jacopone da Todi, lanzaban al mundo el memorial Universis praesens instrumentum publicum inspecturis, que ha pasado a la historia con el nombre del Manifiesto de Lunghezza.

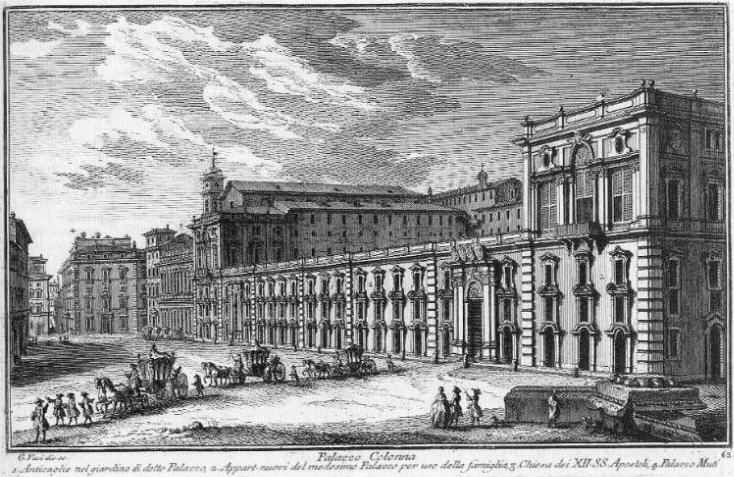
Una representación de 1748 del Palacio de Lunghezza en Roma, de la familia Colonna

## Contenido del documento
En el documento, los firmantes hacían saber que Benedicto Gaetani no era el legítimo papa, puesto que la renuncia de su antecesor, Celestino V, había sido inválida y anticanónica, lo cual intentan probar con trece argumentos; en consecuencia, debía convocarse un concilio general a fin de que se demuestre la verdad por el bien de la Iglesia.
Junto a las acusaciones, los autores del manifiesto, dictaminaron que todo proceso hecho por Bonifacio era inválido e invitaron a una desobediencia general hacia el "papa intruso".

## Consecuencias

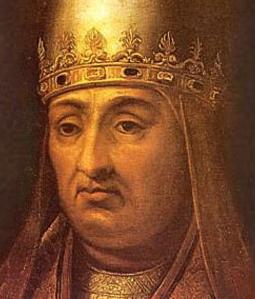
Papa Bonifacio VIII

La reacción de Bonifacio no hizo esperar, con violencia los dos cardenales fueron destituidos por medio de la bula In escelso throno, que resaltaba el desprecio que la familia Colonna sentía hacia su prójimo y ningún respeto hacia el soberano pontífice. Se abrió entonces una lucha abierta entre la familia Colonna y el papa.
El 23 de mayo de 1297 el papa promulgó otra bula contra la familia Colonna, la Lapis abscissus, donde excomulgaba a gran parte de la familia y los declaraba como cismáticos. El documento nombraba expresamente a los cardenales Jacobo y Pedro, y a los hermanos de éste: Agapito, Esteban, Sciarra, Juan y Otón.
El 15 de junio, a través de un nuevo manifiesto, los dos cardenales reaccionaron a las bulas pontificias, protestando contra la injusta conducta del papa e iniciaron a preparar sus fuerzas para la defensa. Tanto repetir la invalidad del pontificado de Bonifacio, podía causar un cisma en la Iglesia, por esta razón los demás cardenales de la Iglesia dieron su apoyo a Bonifacio, bien que a muchos de ellos no les gustara su proceder.
Bonifacio VIII, el 18 de noviembre, declaró una cruzada en contra de los rebelde Colonna, promulgando las mismas indulgencias que se solían dar a quienes participaban en la guerra contra los infieles. La lucha terminará con la derrota de los Colonna, cuyo castillo en Palestrina fue prácticamente destruido, otros bienes confiscados y repartidos entre las familias Gaetani y Orsini. Los sobrevivientes buscaron refugio en Francia, bajo la protección del rey Felipe el Hermoso. Los tres frailes franciscanos también fueron excomulgados y Jacopone da Todi, confinado a una celda en uno de los conventos de su Orden en Todi.